# Jacque Fresco
Jacque Fresco (Brooklyn, 13 de março de 1916 - 18 de maio de 2017) foi um autodidata projetista industrial, engenheiro social, escritor, professor, futurologista, inventor que trabalhou numa grande variedade de áreas desde inovações bio-médicas a sistemas sociais totalmente integrados. Ele acreditava que suas ideias beneficiariam um maior número de pessoas e dizia que algumas de suas ideias vieram dos anos de sua formação durante a Grande Depressão.
O Projeto Venus iniciou-se em meados dos anos 70 por Fresco e sua parceira, Roxanne Meadows. O filme Future by Design foi produzido em 2006 descrevendo sua vida e trabalho. Ele escrevia e ensinava extensivamente sobre assuntos desde o holístico projeto de cidades sustentáveis, eficiência energética, gerenciamento de recursos naturais e automação avançada, focando nos benefícios que irão trazer à sociedade.

## Vida, invenções e carreira

### Juventude
Jacque Fresco cresceu em Bensonhurst, no Brooklyn no seio de uma família de Judeus Sefarditas. Por não ter interesse nenhum na educação formal, Fresco, segundo ele próprio, largou a escola aos 14 anos. Durante essa época, costumava passar seu tempo livre na biblioteca local, onde investigava assuntos do seu próprio interesse. O talento de Fresco em atuação o levou a ganhar um prêmio em uma competição dramática em Nova York. Fresco também desde cedo expressou suas aptidão artística em pintura e desenho.
Posteriormente, Fresco se referiu à pobreza que vivenciou durante a infância durante a Grande Depressão como influência na sua atitude perante a sociedade. Fresco participou, durante a juventude, da Liga Comunista da sua cidade. No entanto, após uma discussão com o presidente da Liga durante um encontro, Fresco foi "enxotado" após dizer em voz alta que "Karl Marx estava errado!". Na década de 30, passou a se dedicar à Tecnocracia. Foi durante essa época que também iniciou sua carreira como designer estrutural.

### Trabalhos anteriores
Ele trabalhou para várias companhias e em muitos diferentes campos como consultor técnico para a Motion Picture Industry, instrutor de design industrial na Art Center School, em Hollywood, California. Em Los Angeles, ele foi colega e sócio de trabalho do psicólogo Donald Powell Wilson.
Em 1942, Fresco criou a Revell Plastics Company (Agora Revell-Monogram) com Lou Glaser, embora ele depois tenha deixado para prosseguir com suas outras ideias, trabalhando diversas vezes em pesquisa e desenvolvimento aeroespacial, arquitetura, design eficiente de automóveis, métodos de projeção de sistema de cinema 3D, e design de equipamento médico onde ele desenvolveu uma unidade de raio-X tridimensional entre outras coisas.

### O Projeto Venus
O Projeto Venus foi iniciado em 1975 por Fresco e Roxanne Meadows em Venus, Flórida. Seu centro de pesquisa é uma propriedade de 21 acre (85,000 m2) que contêm várias construções de seu design, onde eles trabalham em livros e filmes para demonstrar seus conceitos e ideias. Fresco produziu um extenso número de modelos em pequena escala baseados em seus desenhos, bem como várias edificações construídas com base em seus conceitos de simplicidade, sustentabilidade e estética. Com edifícios em forma de domo altamente resistentes e eficientes, separados por lagos, jardins e trilhas projetados de maneira que de uma construção não seja possível ver a outra, dando a oportunidade à frequentes visitantes de vislumbrar um pouco do mundo do amanhã de Fresco. O Projeto Venus foi incorporado em 1995.
O projeto foi fundado na ideia de que a pobreza é causada pela sufocação do progresso da tecnologia, causada pelo sistema econômico mundial baseado no lucro e nas instituições conservadoras que nele se apoiam.
Fresco pensava que se o progresso da tecnologia fosse exercido independente da necessidade de lucro, poderiam ser postas em prática maneiras (já prontas e à inventar) de multiplicar e aproveitar melhor os recursos naturais da terra, criando assim uma economia baseada em recursos que eliminaria a escassez e permitiria que ninguém sofresse de privações. Esta abundância récem-descoberta reduziria a tendência humana à dependência, corrupção e à ganância. Sem privações e sem a alienação do próprio potencial de criação perante a necessidade de lucro, as pessoas seriam livres para criar e desenvolver seus projetos pessoais, ajudando, assim, no desenvolvimento de toda a comunidade. Fundamental para o projeto, é a eliminação do atual sistema monetário e sua substituição por uma "Economia baseada em recursos". A existência de dinheiro, como dito no filme Zeitgeist Adendum, é ligada à existência de crimes, corrupção, pobreza, poluição, guerras, escassez e outros problemas contemporâneos.
De acordo com uma entrevista de 2008 com Fresco e Meadows, a falta das "credenciais" de Fresco, torna difícil para ele ganhar influência em círculos acadêmicos. Ele dizia que quando universidades o convidam pra falar, geralmente não lhe dão tempo necessário para explicar seus pontos de vista.
Morreu em 18 de maio de 2017, aos 101 anos.

### O Movimento Zeitgeist
O Projeto Venus é mostrado no documentário de 2008, Zeitgeist: Addendum, como uma possível solução para os problemas globais explicados no filme. O filme foi premiado no 5º Festival Anual de filmes ativistas, em Los Angeles, California em 2 de Outubro de 2008, vencendo seu maior prêmio, e ele foi lançado online gratuitamente no Google Video em 4 de Outubro de 2008. Após o filme Zeitgeist, o movimento de mesmo nome foi fundado pelo autor do documentário, inicialmente para atuar como braço ativista na promoção dos objetivos e propostas do Projeto Venus, tomando direções diferentes posteriormente, o que fez com que, no ano de 2011, o Projeto Venus rompesse a afiliação oficial que tinha com o movimento.

### Economia baseada em recursos
Um dos temas principais de Fresco é seu conceito de uma economia baseada em recursos que substitui a necessidade da economia monetária orientada à escassez, que temos atualmente. Fresco argumenta que o mundo é rico em recursos naturais e energia, e que - com a tecnologia moderna e a eficiência - as necessidades da população global podem ser atendidas com a abundância, e ao mesmo tempo remover as limitações atuais de que o que é considerado possível devido às noções de viabilidade econômica.
Ele dá um exemplo pra ajudar a explicar a ideia: "No começo da 2ª Guerra mundial, os Estados Unidos tinham meros 600 aviões de caça. Nós rapidamente superamos esse pequeno fornecimento ao produzir mais de 90 000 aviões por ano. A questão no começo da Segunda Guerra Mundial era: Nós temos os fundos para produzir os implementos requeridos para guerra? A resposta era não, nós não tínhamos dinheiro suficiente, nem tínhamos ouro suficiente, mas nós tínhamos mais do que recursos suficientes. Estavam disponíveis recursos que fizeram os Estados Unidos alcançarem a alta produção e eficiência necessária para vencer a guerra. Infelizmente isto só é considerado em tempos de guerra."
Jacque Fresco foi membro do Movimento Tecnocrata por vários anos. Porém, há muitas diferenças entre as ideias de Jacque e aquilo que o movimento Tecnocrata pensa. Jacque não se considera um "tecnocrata".

## Filmes
- The Venus Project: The Redesign of a Culture (1994)
- Welcome to the Future (2001)
- Cities in the Sea (2002)
- Self-erecting Structures (2002)
- Future by Design (2006)
- Zeitgeist: Addendum (2008)
- Zeitgeist: Moving Forward (2011)
- Paradise or Oblivion (2012)
- The Choice is Yours (2015)

## Prémios
Em Julho de 2016, Jacque Fresco recebeu o prémio Novus Summit na categoria de design e comunidade. O Novus Summit patrocinado pela Organização das Nações Unidas DESA (United Nations Department of Economic and Social Affairs).